# Chloropteryx rhodelaea
Chloropteryx rhodelaea är en fjärilsart som beskrevs av Louis Beethoven Prout 1933. Chloropteryx rhodelaea ingår i släktet Chloropteryx och familjen mätare. Inga underarter finns listade i Catalogue of Life.